# Ladislau Șimon
Ladislau Șimon (né le 25 septembre 1951 et mort le 12 mai 2005) est un lutteur roumain spécialiste de la lutte libre. Il a participé aux Jeux olympiques d'été de 1976. Lors de ceux-ci, il a remporté la médaille de bronze en combattant dans la catégorie des poids super lourds (+ 100  kg).

## Palmarès

### Jeux olympiques
- Jeux olympiques de 1976 à Montréal,  Canada
  -  Médaille de bronze.